# The Adventures of Super Mario Bros. 3
The Adventures of Super Mario Bros. 3 är en amerikansk animerad TV-serie, och producerades liksom den föregående serien The Super Mario Bros. Super Show! av DIC Entertainment, och sändes i NBC 1990. Serien omfattar 26 avsnitt. Den sändes ursprungligen tillsammans med säsong två av Captain N: The Game Master och i Sverige släpptes serien direkt på VHS.

## Röster

### Engelskspråkiga röster
- Mario - Walker Boone
- Luigi - Tony Rosato
- Toad - John Stocker
- Prinsessan - Tracey Moore
- Koopa - Harvey Atkin
- Koopaungar - James Rankin, Dan Hennessey, Tabitha St. Germain, Gordon Masten, Michael Stark och Tara Strong

### Svenskspråkiga röster
- Mario - Håkan Mohede
- Luigi - Kenneth Milldoff
- Toad - Nina Gunke
- Prinsessan - Nina Gunke
- Koopa - Kenneth Milldoff
- Kootie Pie, Hip - Nina Gunke
- Hop, Big Mouth, Cheatsy - Kenneth Milldoff
- Bully, Kooky - Håkan Mohede

### Fotnoter
1. ↑  ”Western Animation: The Adventures of Super Mario Bros. 3” (på engelska). TV Tropes. 24 mars 1990. http://tvtropes.org/pmwiki/pmwiki.php/WesternAnimation/TheAdventuresOfSuperMarioBros3. Läst 1 december 2015.
2. ↑  ”The Adventures of Super Mario Bros”. Svensk mediedatabas. http://smdb.kb.se/catalog/search?q=%22The+Adventures+of+Super+Mario+Bros%22&sort=OLDEST. Läst 1 december 2015.